# Augusta Bernard

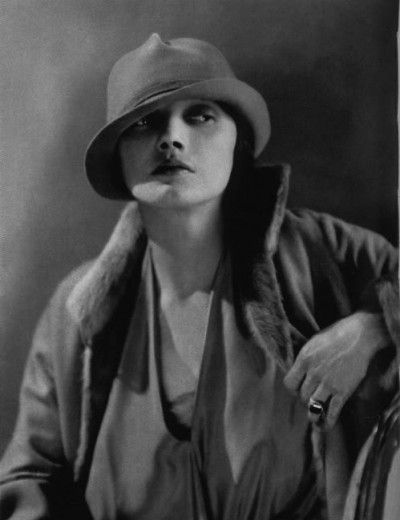
Augusta Bernard

Augusta Bernard (* 1886; † 1946), besser bekannt unter ihrem Geschäftsnamen Augustabernard, war eine französische Modeschöpferin.
Sie eröffnete ihren ersten Modesalon 1920 in Biarritz, 1922 eröffnete sie in Paris in der Rue Rivoli, ab 1928 befand sich das Modehaus in der Rue du Faubourg-St-Honoré 3. Mit ihren bevorzugt pastellfarbenen und weißen, schräg zum Fadenlauf geschnittenen Kleidern aus Crêpe de Chine hatte sie in den 1920er und 1930er Jahren großen Erfolg. Einige ihrer Entwürfe wurden von Man Ray fotografiert. Im Laufe der Weltwirtschaftskrise wurden die Geschäfte jedoch immer schwieriger und 1934 musste Bernard ihren Salon schließen.